# Banyané
Banyané (en macédonien Бањане) est un village de la municipalité de Tchoutcher Sandevo. Le village comptait 597 habitants en 2002. Il est situé au pied de la Skopska Crna Gora, au nord de l'agglomération de Skopje.

## Démographie
Lors du recensement de 2002, la municipalité comptait :
- Macédoniens : 294
- Serbes : 288
- Autres : 5